# Гаук-оя
Гаук-оя — река в России, протекает в Республике Карелия, по территории Паданского сельского поселения Медвежьегорского района. Впадает в озеро Сегозеро. Длина реки составляет 14 км.
Вытекает из озера Кивиярви.

## Данные водного реестра
По данным государственного водного реестра России относится к Баренцево-Беломорскому бассейновому округу, водохозяйственный участок реки — Сегежа до Сегозерского гидроузла, включая озеро Сег-озеро. Речной бассейн реки — бассейны рек Кольского полуострова и Карелии, впадает в Белое море.
Код объекта в государственном водном реестре — 02020001112102000006125.